# ماساكو ناتسومي
ماساكو ناتسومي (بالإنجليزية: Masako Natsume)‏ (17 ديسمبر 1957، طوكيو في اليابان - 11 سبتمبر 1985، طوكيو في اليابان)؛ كاتِبة، ممثلة، عارضة وشاعرة يابانية.

## روابط خارجية
- ماساكو ناتسومي على موقع IMDb (الإنجليزية)
- ماساكو ناتسومي على موقع ألو سيني (الفرنسية)
- ماساكو ناتسومي على موقع ميوزك برينز (الإنجليزية)
- ماساكو ناتسومي على موقع أول موفي (الإنجليزية)
- ماساكو ناتسومي على موقع قاعدة بيانات الفيلم (الإنجليزية)
- ماساكو ناتسومي على موقع كينوبويسك (الروسية)